# کامیئومی

کامیئومی (داستان تولد خدایان) بر اساس کوجیکی

کامیئومی (به ژاپنی: 神産み, Kamiumi) در اساطیر ژاپن داستان تولد خدایان است که پس از ایجاد ژاپن (کونیئومی) اتفاق می‌افتد؛ و به تولد فرزندان کامی (الهی) ایزاناگی و ایزانامی ارتباط دارد. طبق کوجیکی، خدایان مختلفی از رابطه بین ایزاناگی و ایزانامی متولد شدند تا اینکه خدای آتشین، کاگوتسوچی، هنگام تولد، دستگاه تناسلی ایزانامی را سوزاند و او را به شدت زخمی کرد. ایزاناگی که شاهد مرگ همسر محبوبش بود شمشیری ده- تکه‌ای را برداشت و فرزندش کاگوتسوچی را کشت. تعدادی از خدایان از خون و بقایای کاگوتسوچی متولد شدند. پس از آن، ایزاناگی به سرزمین یومی (دنیای مردگان) رفت تا ایزانامی را پیدا کند، اما وقتی او را پیدا کرد، او به یک جسد پوسیده تبدیل شده بود و از قسمت‌های بدن او خدایان دیگر برخاسته بودند، و باعث پرواز ایزاناگی به دنیای زندگان شد. سپس ایزاناگی پاکسازی آیینی میوزوگی را انجام داد که از طریق آن خدایان بیشتری متولد شدند. آخرین آنها سه خدای مهم شینتو هستند: آماتراسو، الهه خورشید، تسوکویومی، خدای ماه؛ و سوسانو (خدا)، خدای دریا بودند.

## تولد خدایان
ایزاناگی و ایزانامی پس از ایجاد هشت جزیره بزرگ (اویاشیما) و سایر جزایر در زمان ایجاد ژاپن ، تصمیم گرفتند خدایان دیگری به دنیا آورند ، از جمله خدایان خانگی ، [خدایان باد] ، درختان و مراتع ، همه خود به خود متولد شدند.

## مرگ کاگوتسوچی
بعد از درد و رنج، ایزانامی مادر کاگوتسوچی می‌میرد. در آن زمان ایزاناگی برای مرگ او عزادار شد و ناله سر داد. از اشک‌های او، خدای زن (泣 沢 女神 ناکیساوامه) متولد شد. متعاقباً ایزاناگی، ایزانامی را در کوه هیبا (شیمانه) به خاک سپرد. غم و اندوه او به خشم تبدیل شد و تصمیم گرفت با یک شمشیر ده تکه‌ای به نام آمه-نو-اوهاباری / آمه-نو-وهاباری (天 之 尾羽 張، همچنین معروف به ایتسو-نو-وهاباری) کاگوتسوچی را بکشد. از خون کاگوتسوچی خدایان دیگری ظهور کردند.

## سرزمین یومی
ایزاناگی سپس تصمیم گرفت که ایزانامی را بازگرداند و به یومی نو-کونی، جهان زیرین رفت. با عبور از دروازه‌های آن جهان، او با ایزانامی روبرو شد و به او گفت:
کشورهایی که من و شما ایجاد کرده‌ایم هنوز تکمیل نشده‌اند. بگذارید برگردیم!
ایزانامی پاسخ داد:
حیف که شما قبلاً نیامده‌اید، زیرا من در کشور یومی غذا خورده‌ام! (با خوردن غذا در سرزمین یومی، ساکن یومی در آن سرزمین گیر می‌کند. این مفهوم "یوموتسو هه گوی (黄泉 戸 喫)" نامیده می‌شود) با این حال، من با خدایان یومی مشورت خواهم کرد. تو تحت هیچ شرایطی نمی‌توانی به من نگاه کنی!
با گفتن این حرف، ایزانامی وارد کاخ خدایان سرزمین یومی شد. با این حال، زمان گذشت و او دیگر برنگشت و ایزاناگی ناامید شد. ایزانامی شانه‌اش را (که موی بلندش را بدان می‌بست) برداشت و چون مشعل به کار برد؛ و تصمیم گرفت وارد دنیای مردگان شود. او موفق به یافتن ایزانامی شد اما از دیدن اینکه او زیبایی خود را از دست داده و به یک جسد پوسیده و پوشیده از طلسم تبدیل شده بود متعجب شد. دیده شدن به این حالت، باعث شرمندگی و خشم ایزانامی شد. ایزانامی در پی ایزاناگی افتاد تا او را بکشد، ولی موفق نشد. آنگاه قول داد که روزانه هزار نفر از مردم ایزاناگی را بکشد. ایزاناگی نیز در جواب پیمان بست که روزانه هزار و پانصد نفر را به دنیا خواهد آورد.
پس از برگشتن ایزاناگی و در هنگام اجرای مراسم تطهیر، او از چشم چپش آماتراسو (ایزدبانوی خورشید)، و از چشم راستش تسوکویومی (ایزدبانوی ماه)، و از بینی‌اش سوسانو (خدای توفان) را آفرید.